# خط توکیو اوئیماچی
خط توکیو اوئیماچی (به ژاپنی: 東急大井町線 Tōkyū Ōimachi-sen) یک خط راه‌آهن خصوصی و متعلق به شرکت راه‌آهن توکیو است. این خط راه‌آهن ایستگاه اوئی‌ماچی واقع در شیناگاوا-کو، توکیو را به ایستگاه میزونوگوچی در کاواساکی، کاناگاوا متصل می‌کند.